# Siarhei Rutenka
Siarhei Rutenka (Minsk, 29 d'agost de 1981) és un jugador d'handbol belarús amb nacionalitat eslovena i espanyola.
Juga a la posició de lateral esquerra, tot i que també pot jugar de central o pivot. Ha defensat els colors dels clubs Arkatron Minsk, Gorenje Velenje, Celje Pivovarna Laško, BM Ciudad Real i des del juliol del 2009 FC Barcelona. És internacional amb la selecció de Belarús tot i que entre el 2005 i el 2007 ho va ser d'Eslovènia.

## Carrera esportiva
La temporada 2013-2014, va guanyar cinc títols amb el FC Barcelona, en un gran any en què l'equip només no va poder guanyar la Copa d'Europa, i a la Lliga ASOBAL va guanyar tots 30 partits disputats, amb un nou rècord de gols, 1146.

## Palmarès de club
- Lliga eslovena d'handbol: 2001-2002, 2002-2003, 2003-2004, 2004-2005.
- Copa eslovena d'handbol 2001-2002, 2002-2003, 2003-2004.
- Lliga ASOBAL 2007-2008, 2008-2009, 2010-2011,2011-2012
- Copa del Rei 2007-2008,2009-2010
- Copa ASOBAL 2005-2006, 2006-2007, 2007-2008,2009-2010, 2011-2012, 2012-2013
- Copa d'Europa 2003-2004, 2005-2006, 2007-2008, 2008-2009,2010-2011
- Supercopa d'Europa 2004-2005, 2005-2006, 2006-2007, 2008-2009.

## Palmarès de selecció
- 12è al Campionat del Món d'handbol masculí 2005

## Distincions
- Màxim golejador de la Copa d'Europa 2003-2004, 2004-2005.
- Millor jugador de la Supercopa d'Europa 2004-2005.
- Màxim golejador de la Supercopa d'Europa 2004-2005.
- Màxim golejador del Campionat d'Europa 2006.